# Harbinger (album)
Harbinger è il primo album in studio della cantautrice statunitense Paula Cole, pubblicato nel 1994.

## Tracce
1. Happy Home
2. I Am So Ordinary
3. Saturn Girl
4. Watch the Woman's Hands
5. Bethlehem
6. Chiaroscuro
7. Black Boots
8. Oh John
9. Our Revenge
10. Dear Gertrude
11. Hitler's Brothers
12. She Can't Feel Anything Anymore
13. Garden of Eden
14. The Ladder